# Селезнёв, Борис Степанович
Бори́с Степа́нович Селезнёв (1937—2019) — советский хозяйственный, государственный и политический деятель, Герой Социалистического Труда (1981).

## Биография
Родился 18 апреля 1937 года в Новгороде. Член КПСС.
С 1953 года — на хозяйственной, общественной и политической работе. В 1953—2004 гг. — ученик-фрезеровщик, токарь-револьверщик, настройщик револьверных станков организации п/я 11 7-го Главного управления Министерства радиотехнической промышленности СССР, токарь, наладчик токарных станков с числовым программным управлением, бригадир токарного участка завода «Волна» Новгородского научно-производственного объединения «Волна» Министерства промышленности средств связи СССР, токарь научно-исследовательского института промышленного телевидения «Растр».
Указом Президиума Верховного Совета СССР от 10 марта 1981 года присвоено звание Героя Социалистического Труда с вручением ордена Ленина и золотой медали «Серп и Молот».
11 декабря 1980 года решением Новгородского городского совета Борису Селезнёву присвоено звание «Почетный гражданин Новгорода».
Избирался депутатом Верховного Совета РСФСР 7-го созыва.
Проживал в Великом Новгороде.
Скончался 2 февраля 2019 года. Похоронен в д. Подгощи Шимского района.
На доме № 5 по Десятинной улице в Великом Новгороде, где он жил, 25 августа 2023 года установлена мемориальная доска в его память.